# Marks-&-Spencer-Entscheidung
Mit der Entscheidung in der Rechtssache Marks & Spencer hat der EuGH am 13. Dezember 2005 festgelegt, unter welchen Bedingungen ein Mitgliedstaat einem Unternehmen die grenzüberschreitende Verrechnung von Verlusten verwehren darf.

## Sachverhalt und Streitgegenstand
Nach britischem Körperschaftsteuerrecht können Konzerne die Gewinne und Verluste ihrer konzernangehörigen Unternehmen miteinander verrechnen. Diese Möglichkeit ist aber auf Konzerntöchter im Inland beschränkt.
Das britische Einzelhandelsunternehmen Marks & Spencer begann 1975 seine Expansion auf den europäischen Kontinent und gründete Filialen u. a. in Frankreich, Belgien und Deutschland. Ab Mitte der 1990er Jahre begannen die Tochterunternehmen in diesen Ländern Verlustvorträge anzuhäufen. Marks & Spencer beendete die Expansionsstrategie 2001 durch Verkauf der Töchter bzw. Aufgabe des Geschäftsbetriebes.
Gegenüber der britischen Finanzverwaltung beantragte Marks & Spencer, die aufgelaufenen Verluste der drei Tochterunternehmen mit den Gewinnen der britischen Konzernmutter zu verrechnen, um so zu einer erheblichen Reduzierung der Steuerlast zu kommen. Da das britische Recht eine grenzüberschreitende Verlustverrechnung nicht zulässt, wurde dies abgelehnt. Die von Marks & Spencer gegen den ablehnenden Bescheid erhobene Klage bei den Special Commissioners of Income Tax hatte ebenfalls keinen Erfolg. Gegen diese Entscheidung legte Marks & Spencer schließlich Rechtsmittel beim High Court of Justice (England & Wales) ein, der den Fall dem EuGH im Vorabentscheidungsverfahren vorlegte.

## Die Entscheidung des EuGH
Mit Urteil vom 13. Dezember 2005 (Rs. C-446/03) entschied der EuGH, dass die Niederlassungsfreiheit grundsätzlich einem Verbot der grenzüberschreitenden Verlustverrechnung nicht entgegensteht. Der Mitgliedstaat muss dem Unternehmen diese Möglichkeit aber eröffnen, wenn ausgeschlossen ist, dass die Verluste des Tochterunternehmens anderweitig genutzt werden können.
Das Verbot der grenzüberschreitenden Verlustverrechnung stellt eine Beschränkung der Niederlassungsfreiheit dar, da sie geeignet ist, Unternehmen von der Gründung von Tochterunternehmen im europäischen Ausland abzuhalten. Diese Beschränkung ist aber unter gewissen Voraussetzungen durch zwingende Gründe des Allgemeinwohls gerechtfertigt. Der EuGH zieht dabei den Rechtfertigungsgrund der Kohärenz des Steuersystems heran, ohne diesen Rechtfertigungsgrund aber ausdrücklich zu nennen.
Der EuGH führt aus, es könne „zur Wahrung der Aufteilung der Besteuerungsbefugnis zwischen den Mitgliedstaaten erforderlich sein, auf die wirtschaftliche Tätigkeit der in einem dieser Staaten niedergelassenen Gesellschaften sowohl in Bezug auf Gewinne als auch auf Verluste nur dessen Steuerrecht anzuwenden.“ In diesem Sinne handele es sich bei Gewinnen und Verlusten „steuerrechtlich gesehen um die zwei Seiten derselben Medaille“. Würde man hingegen die Verlustverrechnung völlig freigeben, entstünde praktisch ein Optionsrecht der Unternehmen, Gewinne der Besteuerung des einen Staates zu entziehen und sie dafür einem anderen Staat zuzuschlagen.
Weiterhin bestehe die Gefahr, dass Verluste doppelt, also sowohl im Staat des Tochterunternehmens als auch in dem der Mutter angerechnet würden. Auch dem müssten die Mitgliedstaaten entgegenwirken können.
Die von Großbritannien gewählte Lösung eines allgemeinen Verbots von Verlustverrechnungen über die Grenze hinweg ist allerdings unverhältnismäßig. Dem Unternehmen muss im Ausnahmefall die Möglichkeit einer Verrechnung eröffnet werden. Dieser Ausnahmefall liegt vor, wenn die Tochtergesellschaft alle Möglichkeiten ausgeschöpft hat, in ihrem Sitzstaat ihre Verluste steuerlich zu nutzen und auch zukünftig keine Möglichkeit besteht, diese im Sitzstaat der Tochter geltend zu machen.

## Auswirkungen des Urteils
Das Urteil verlangt von den Mitgliedstaaten, unter bestimmten Bedingungen im Ausland entstandene Verluste bei der Besteuerung im Inland gewinnmindernd zu berücksichtigen. Noch nicht abzusehen ist, ob die auch vom EuGH gesehenen Gefahren dieser Entwicklung vermieden werden können.
Für Deutschland sind teilweise erhebliche Steuermindereinnahmen (bis zu 50 Mrd. €) befürchtet worden. Zwar lassen auch die Regelungen des deutschen Steuerrechts zur Organschaft eine Verrechnung inländischer Gewinne mit ausländischen Verlusten generell nicht zu. Jedoch gibt es keine verlässlichen Zahlen, wie viel ungenutzte Verluste in ausländischen Töchtern deutscher Konzerne aufgelaufen sind. Zudem müssten die vom EuGH genannten Voraussetzungen für eine Geltendmachung in Deutschland nachgewiesen werden. Insbesondere dürfte es schwer sein nachzuweisen, tatsächlich alle Möglichkeiten einer Nutzung der Verluste im Ansässigkeitsstaat der Tochtergesellschaft ausgereizt zu haben. Das Bundesministerium der Finanzen geht daher davon aus, dass es nur zu geringen fiskalischen Auswirkungen kommen wird.
Überraschend ist, dass das Urteil im Gegensatz zum Schlussantrag des Generalanwalts keine Beschränkung der Wirkung enthält. Von einer solchen zeitlichen Beschränkung hatten sich die Mitgliedstaaten eine deutliche Minderung des fiskalischen Risikos versprochen. Im vorliegenden Fall allerdings scheint dies wegen des schmalen Anwendungsbereichs des Urteils auch nicht notwendig gewesen zu sein.

### Aufsätze
- Frank Balmers/Michael J. J. Brück/Martin Ribbrock: Das EuGH-Urteil Marks & Spencer: Grenzüberschreitende Verlustnutzung kommt voran!, in: Betriebs-Berater 2006, 186–189.
- Daniel Dürrschmidt/Martin Schiller: Verrechnung von Verlusten von Auslandstochtergesellschaften, in: NZG 2006, 103–105.
- Norbert Herzig/Thomas Wagner: EuGH-Urteil „Marks & Spencer“ – Begrenzter Zwang zur Öffnung nationaler Gruppenbesteuerungssysteme für grenzüberschreitende Sachverhalte, in: DStR 2006, 1–12.
- Heike Jochum: Zur Fortsetzung der Rechtssache Marks & Spencer: Gestattet das europäische Gemeinschaftsrecht eine „geltungserhaltende Reduktion“ des nationalen Steuerrechts?, in: IStR 2006, 621–623.
- Heinz Kußmaul/Christoph Niehren: Grenzüberschreitende Verlustverrechnung im Lichte der jüngeren EuGH-Rechtsprechung, in: IStR 2008, 81–87.
- Ralf Maiterth: Das EuGH-Urteil „Marks & Spencer“ und die grenzüberschreitende Verlustverrechnung aus ökonomischer Sicht, in: DStR 2006, 915–919.
- Armin Marti/Anna-Maria Widrig-Giallouraki: Grenzüberschreitende Verlustberücksichtigung – EuGH-Urteil „Marks & Spencer“, in: Der Schweizer Treuhänder 2006, 283–288.
- Arndt Raupach/Dirk Pohl: Die Rechtssache Marks & Spencer – Konzernsteuerrecht auf dem Prüfstand des EuGH – Rückwirkungen auf das Konzernrecht?, in: NZG 2005, 489–492.
- Gert Saß: Nochmals: Zur Berücksichtigung von Verlusten ausländischer Tochtergesellschaften in der EU. Anmerkungen zum EuGH-Urteil vom 13. Dezember 2005 Rs. C-446/03, Marks & Spencer, in: DER BETRIEB 2006, 123–127.
- Marc Scheunemann: Praktische Anforderungen einer grenzüberschreitenden Verlustberücksichtigung im Konzern in Inbound- und Outboundfällen nach der Entscheidung Marks & Spencer, in: IStR 2006, 145–154.
- Franz Philipp Sutter: Pauschales Verbot grenzüberschreitenden Verlustabzugs – Verstoß gegen Niederlassungsfreiheit, EuZW 2006, 85–88.
- Rainer Wernsmann: Gemeinschaftsrechtliche Vorgaben für die grenzüberschreitende Verlustberücksichtigung im Konzern. in: FR – Finanz-Rundschau 2006, 153–163.

### Bücher
- Roth in Dauses (Hrsg.): Handbuch des EU-Wirtschaftsrechts, 27. Ergänzungslieferung 2010, ISBN 978-3-406-44100-4, Kap. E. I. (Niederlassungs- und Dienstleistungsfreiheit), Rn. 120–129.
- Kessler/Obser in Kessler/Kröner/Köhler: Konzernsteuerrecht, 2. Auflage 2008, ISBN 978-3-406-56107-8, § 1, Rn. 136–149 (Grenzüberschreitende Verlustverrechnung).
- Jan Becker/Rüdiger Loitz/Volker Stein: Steueroptimale Verlustnutzung, 1. Auflage 2009, GWV Fachverlage GmbH, Wiesbaden, ISBN 978-3-8349-0621-2, S. 140–205.